# Palla eh!
Il gioco della palla eh!, chiamata palla 21 nei paesi della Maremma toscana, è un antico gioco sferistico praticato in Toscana nei paesi di Piloni, Torniella, Tirli e Vetulonia nella provincia di Grosseto, e nelle frazioni di Ciciano e di Scalvaia in provincia di Siena.
Per le sue caratteristiche di fatto locale è detto anche Palla toscana oppure, sottolineandone le similitudini di regole (vedi sotto) con il più noto gioco iberico, Pelota toscana.

## Storia
Il gioco è erede di un'antica tradizione tramandata nelle generazioni che sembra risalire storicamente a giochi praticati dagli antichi Romani, mutuati dai Greci.
Le prime versioni erano giocate a mani nude, ma a partire dal Cinquecento si iniziò ad usare una racchetta per proteggersi le mani, soprattutto nell'aristocrazia. Probabilmente fu per questo motivo che il gioco con la racchetta rimase nei secoli prerogativa delle città, mentre quello a mano nuda si mantenne nelle zone rurali. Da notare, al riguardo, che nella zona di Ciciano e delle colline metallifere, il gioco sembra essere rimasto nella sua versione più antica.
Nei secoli, dalle regole di questi sport si sono evolute quelle odierne, ad esempio, del tennis, ma anche in una serie di sport praticati a livello locale con piccole differenze regolamentari, diffusi ancora oggi in Europa e Sudamerica.
Oggi la palla eh! è ancora praticata nelle province di Grosseto e Siena.
Questo gioco della palla è succintamente descritto a pagina 57 del   Dizionario universale della lingua, Italiana: preceduto da una esposizione grammaticale ragionata della lingua, Volume 5, di Carlo Antonio Vanzon (1858): sotto la voce palla, tra i suoi significati si trova:
"Palla grande di cuojo gonfiata d'aria, che giocando si manda e si rimanda col pugno armato di bracciale. Il giuoco si vince guadagnando un dato numero di punti, che si dicono cacce. L. Follis".

## Il gioco attuale

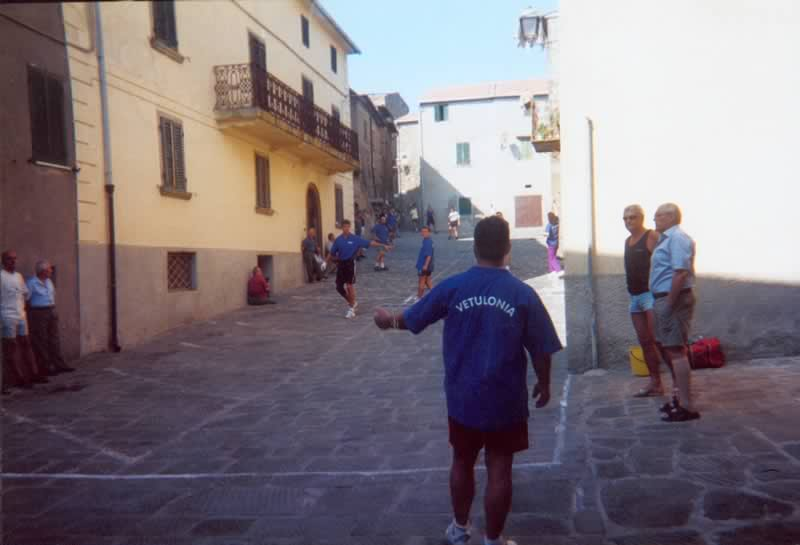
Una delle varie disposizioni dei giocatori durante una partita

Nei comuni e nelle frazioni toscane dove il gioco viene praticato, non esiste un "campo di gioco" dedicato, per cui il gioco viene praticato tradizionalmente nelle strade o nelle piazze, così come accade anche in Piemonte con la pantalera. Ogni paese ha un campo di gioco caratteristico, con morfologia e pendenza variabili a seconda del paese. Durante la primavera e l'estate in ognuno dei paesi si svolge un torneo, in assenza di un campionato regolamentato ufficiale.
I luoghi dove il gioco è ancora attivo e praticato assiduamente sono:
- Ciciano, nel comune di Chiusdino (SI)
- Piloni, nel comune di Roccastrada (GR)
- Scalvaia, nel comune di Monticiano (SI)
- Torniella, nel comune di Roccastrada (GR)
- Vetulonia, nel comune di Castiglione della Pescaia (GR)
- Tirli, nel comune di Castiglione della Pescaia (GR)

Abbiamo testimonianze che circa 50 anni addietro il gioco della palla 21 era praticato anche nei seguenti luoghi:
- Montemassi, nel comune di Roccastrada (GR)
- Caldana, nel comune di Gavorrano (GR)
- Castiglione della Pescaia (GR)
- Roccatederighi, nel comune di Roccastrada (GR)
- Sassofortino, nel comune di Roccastrada (GR)

Il gioco prende il nome "palla eh!" dal grido "eh!" del mandatore al momento della battuta.
Le regole di gioco sono molto simili alla pallapugno e ad altri sport sferistici che, con piccole varianti, sono praticati anche in Belgio, nei Paesi Bassi, in Spagna, in Svezia, in Danimarca, in Francia e altri Paesi del mondo.

### Il regolamento
Le regole del gioco praticato correntemente sono complesse; il regolamento è applicato dagli stessi giocatori delle squadre in campo e non è prevista la presenza di un arbitro. Di seguito un estratto dal Regolamento del Gioco della Palla Eh:

#### Norme generali applicabili a tutti i campi di gioco
1. La palla è giocabile quando non ha ancora compiuto due rimbalzi sul campo di gioco e deve essere colpita alternativamente dalle due squadre perché continui ad esserlo. Salvo disposizioni particolari del campo di gioco, i giocatori hanno la facoltà di colpire la palla anche al di fuori delle linee del campo di gioco.
2. È detto "fallo" quell'azione compiuta da uno o più giocatori di una squadra che determinano la perdita del punto a favore della squadra opposta.
3. La palla può essere colpita soltanto con il palmo della mano fino al polso escluso. Ogni altro punto del corpo è considerato fallo, compreso il dorso della mano e il polso.
4. La palla può essere colpita soltanto con una mano e da un solo giocatore. È considerato "fallo" anche il solo tentativo di colpire la palla con due mani, anche se non intenzionale.
5. Se due giocatori della stessa squadra colpiscono uno dopo l'altro la palla quando è ancora giocabile, viene considerato "fallo" e punto perso per quella squadra.
6. Il punteggio è analogo al tennis: 15, 30, 40, vantaggio, gioco, partita. Ogni partita comprende 3 giochi e l'incontro viene vinto da chi si aggiudica 2 partite su 3.
7. La palla è costituita da un nucleo di piombo che viene ricoperto di sottili strisce di gomma. Quindi tutto avvolto con del filo di lana e ricoperto con delle strisce di pelle. In media una palla pesa dai 35 ai 40 grammi.

#### Il mando
1. Il mando deve essere effettuato dalla apposita linea di fondo campo detta "mando" (e anche "guadagnata"). Il battitore non può entrare nel campo di gioco prima di aver colpito la palla.
2. Il mando può essere effettuato "di sotto" o "di traverso" in qualsiasi occasione. Una volta soltanto per ogni gioco è possibile mandare la palla "di sopra".
3. Il giocatore che inizia a mandare ad ogni cambio di campo non può essere avvicendato da un altro fino a che non si cambia di nuovo campo, se non per cause eccezionali quali infortunio dello stesso mandatore o, temporaneamente, per effettuare un mando "di sopra"; tuttavia, una volta cambiato, il mandatore deve restare lo stesso fino al successivo cambio di campo.
4. Il mando è valido quando supera la linea del fallo ed effettua il primo rimbalzo sul campo di gioco al di là della stessa. Una palla che colpisca la riga è considerata valida e quindi giocabile.
5. La palla deve essere lanciata in aria dal mandatore e colpita prima che la stessa tocchi il campo di gioco. Se la palla tocca il campo di gioco essendo lasciata in aria ma non viene colpita, il mando è considerato fallo e viene assegnato un punto alla squadra avversaria.

#### Le squadre
1. Le squadre sono composte da un massimo di 5 giocatori.
2. Non esiste uno schieramento fisso per le posizioni nel campo di gioco, ad eccezione per la posizione del mandatore.
3. Un giocatore non può giocare in più di una squadra nell'ambito dello stesso torneo.

#### Sviluppo del Gioco
Segnatura delle cacce:
1. La caccia viene segnata marcando il campo di gioco nel punto esatto in cui la palla viene fermata. Se un giocatore di una squadra devia il corso della palla a suo favore, la caccia sarà segnata nel punto in cui è avvenuta l'azione.
2. Se un giocatore devia la palla a sfavore della sua stessa squadra, l'azione è considerata nulla e quindi la caccia sarà segnata nel punto in cui la palla verrà fermata successivamente a quella azione.
3. Ogni partita inizia sempre con la segnatura delle cacce. Le cacce da segnare sono sempre due, a meno che una squadra abbia un punteggio di 40 e l'altra meno di 40, oppure una squadra abbia vantaggio, nel qual caso c'è una sola caccia da segnare e quindi da giocare nella fase successiva.
4. Una volta segnate le cacce, le due squadre si scambiano di posto quindi chi ha mandato deve ricevere e viceversa.

#### Giocata delle Cacce Segnate
1. La squadra che manda effettuerà tanti mandi quanti ne occorrono per giocare le cacce. Una caccia viene vinta dalla squadra "di sopra" [la strada di Ciciano dove si gioca è in pendenza, n.d.r.] quando la palla viene fermata sotto al segno della caccia stessa.
2. Per la squadra "di sotto" vale la regola opposta.
3. Nel caso in cui la posizione della palla sia in discussione relativamente alla caccia da giocare è possibile ripetere il mando, previo accordo fra le squadre.
4. Quando tutte le cacce sono state giocate, ne verranno segnate altre 2. Se una delle due squadre è in vantaggio sull'altra e gli è sufficiente un solo punto per mettere il "gioco", si segna una sola caccia.